# Ceratostylis mayrii
Ceratostylis mayrii är en orkidéart som beskrevs av Johannes Jacobus Smith. Ceratostylis mayrii ingår i släktet Ceratostylis och familjen orkidéer. Inga underarter finns listade i Catalogue of Life.